# Штат Блакитна Гора
«Штат Голуба Гора» (англ. Blue Mountain State) — американський комедійний серіал, трансльований каналом Spike (США) з початку 2010 року. MTV. На території України транслювався під назвою «Штат Голуба Гора» на каналі MTV. Розповідь ґрунтується на історії життя студентської команди з американського футболу.
20 лютого 2012 року було об'явлено, що продовження серіалу на 4 сезон не планується.

## Опис
Серіал розповідає про трьох першокурсників, які поступили в коледж Мідвестерна вигаданого державного Університету «Blue Mountain State» завдяки футбольним стипендіям. Алекс — талановитий квотербек, згоден сидіти на лавці запасних, щоб не засмучувати друга Семі, якому довірили бути талісманом команди, а також через лінь і небажання тратити багато сил. Крейг — майбутній професійний спортсмен, життя якого розпланувала власна дівчина.

## Герої серіалу

### Короткий опис героїв
- Алекс Морен (Дерін Брукс): студент, квотербек другого складу команди з футболу коледжу Блу Маунтін Стейт (Blue Mountain State). Родом із Вайомінга. Прекрасно грає в футбол, проте будучи повним пофігістом, закопує свій талант в землю, поставивши перед собою ціль «4 роки сидіти на лавці запасних, відриватися на вечірках і займатися сексом зі всіма дівчатами коледжу». У другому сезоні Алекс починає зустрічатись з Мері Джо, молодшою сестрою його кращого друга-Семі.
- Семпсон «Семі» Качаторі (Кріс Романо): найкращий друг Алекса. Є талісманом футбольної команди, який з'являється на іграх в костюмі гірського козла. Як і Алекс, він виріс у Вайомінгу.Семі не володіє привабливою зовнішністю, і тому йому попадаються «нестандартні» студентки. Не раз виручав Алекса з поганих ситуацій, проте, як правило, ціною мимовільного залучення себе і оточуючих в ще більш дурні і небезпечні ситуації.
- Кевін «Тед» Касл (Алан Річтсон): капітан футбольної команди, лайнбекер. З огляду на невисокий рівень інтелекту постійно потрапляє в безглузді ситуації. Прагне потрапити в профі. Живе в «Козлятнику» — приватному домі, в якому проходять головні футбольні вечірки кампуса. Любить знущатись над новачками в команді.
- Рейдон Рендел (Пейдж Кенеді): квотербек першого складу команди (2-й сезон). Прийшов в команду з Детройта, точніше з в'язниці цього міста. Схильний до манії величі. Вважає себе найкрутішим, але не користується довірою і повагою команди. Достатньо багатий. Також намагався бути телевізійним ведучим.
- Крейг Шайло (ССем Джонс III): ранінбек першого складу команди (1-й сезон). Дуже талановитий, проте знаходиться під владою своєї дівчини Деніс, яка відмовляла йому в сексі, яка забороняє йому пити, вживати наркотики і ходити на вечірки. У другій половині першого сезону Крейг розійшовся з Деніс, коли знаходить диск з її домашнім порно. Після цього починає вести розгульний спосіб життя, разом з іншими членами команди. На початку першої серії другого сезону переходить в коледж Джорджії (це стає зрозуміло після слів тренера Деніелса «Ми програли фінал, і мій єдиний талант пішов в Джорджію»)
- Деніс Рой (Габріель Деніс): тиранічна дівчина Крейга (1-й сезон). Завжди говорить Крейгу про те, що вона нібито незаймана і вони занадто молоді для сексу, при цьому паралельно зраджуючи йому як з хлопцями, так і з дівчатами. Крейг Шайло йде від неї у другій половині 1-го сезону, проте Деніс досить швидко знаходить йому заміну.
- Мері Джо Качаторі (Френкі Шоу): молодша сестра Семі (2-й сезон). Закохана в Алекса і хоче стати черлідершою, для чого і записалась в групу підтримки команди. Для цього проходить всі випробування під назвою «7-денне Пекло новачків», включаючи останню перевірку: ніч з талісманом команди, яким є Семмі — її брат, (проте перед початком випробування вона була зупинена двома головними черлідершами). Має залежність від алкоголю і наркотиків.
- Тренер Мартін «Марті» Деніелс (Ед Марінаро): головний тренер команди. Віддає перевагу жорстокому стилю керівництва командою. Не любить Алекса, але визнає, що у нього є потенціал.
- Ларі Самерс (Омарі Ньютон): друг Теда Касла, який часом здається його вірним слугою.
- Дебра Саймон (Деніз Річардс): колишня дружина тренера Марті Деніелса і теперішня дружина декана коледжу. Часом любить згадати минуле і позраджувати чоловікові з тренером.
- Херман Тадескі (Джеймс Кейд): кікер футбольної команди. Знаходиться в сильній залежності від усіх видів наркотиків. Під час 2-го сезону згадує, що свій перший галюциногенний гриб спробував на дні народження своєї матері, коли йому було 10 років. Гриб хлопчикові дав його дядько, погрожуючи смертю, якщо той відмовиться

## Поява героїв в серіалі по сезонах
| Ім'я                   | Хто в серіалі               | Сезон                     | Сезон                     | Сезон                     |
| Ім'я                   | Хто в серіалі               | 1                         | 2                         | 3                         |
| ---------------------- | --------------------------- | ------------------------- | ------------------------- | ------------------------- |
| Ролі першого плану     |                             |                           |                           |                           |
| Алекс Морен            | Квотербек                   | Запасний гравець          | Запасний гравець          | Стартер; капітан. (1-3)   |
| Тед Касл               | Лайнбекер                   | Капітан команди           | Капітан команди           | Стартер; капітан. (4-12)  |
| Крейг Шайло            | Ранінгбек                   | Основний гравець          |                           |                           |
| Рейдон Рендел          | Квотербек                   |                           | Основний гравець          |                           |
| Семі Качаторі          | Талісман команди            | Біллі, Гірський козел     | Біллі, Гірський козел     | Біллі, Гірський козел     |
| Мері Джо Качаторі      | Черлідер                    |                           | Черлідерша                | Черлідерша                |
| Деніс Рой              | подружка Крейга Шайло       | Студентка                 |                           |                           |
| Ролі другого плану     |                             |                           |                           |                           |
| Мартін «Марті» Деніелс | Головний тренер             | Головний тренер           | Головний тренер           | Головний тренер           |
| Ларі Самерс            | Лайнбекер                   | Гравець стартового складу | Гравець стартового складу | Гравець стартового складу |
| Джон Джон Хендрікс     | Помічник тренера            | Помічник тренера          | Помічник тренера          | Помічник тренера          |
| Дональд «Донні» Шреб   | Центральний лінійний нападу | Основний гравець          | Основний гравець          | Основний гравець          |
| Херман Тедескі         | Плейкікер                   | Основний кікер            | Основний кікер            | Основний кікер            |
| Дебра Саймон           | Колишня дружина Деніелса    |                           | Підтримка команди         | Підтримка команди         |
| Маркус Гілдей          | Тренер нападаючих           |                           |                           | Тренер нападаючих         |

## Сезони
| Сезон | Епізоди | Телебачення     | Телебачення     | Телебачення       |
| Сезон | Епізоди | Предпоказ       | Прем'єра сезону | Фінал сезону      |
| ----- | ------- | --------------- | --------------- | ----------------- |
| 1     | 13      | Н/Д             | 11 січня 2010   | 30 березня 2010   |
| 2     | 13      | 16 жовтня 2010  | 20 жовтня 2010  | 19 січня 2011     |
| 3     | 13      | 17 вересня 2011 | 21 вересня 2011 | 30 листопада 2011 |